# Mors Principium Est
Mors Principium Est (du latin : « la mort n'est que le commencement ») est un groupe de death metal mélodique finlandais, originaire de Pori. Formé en 1999, le groupe compte un total de six albums.
Le groupe a sorti son nouvel album, intitulé Embers of a Dying World, début 2017 via AFM Records.

## Biographie

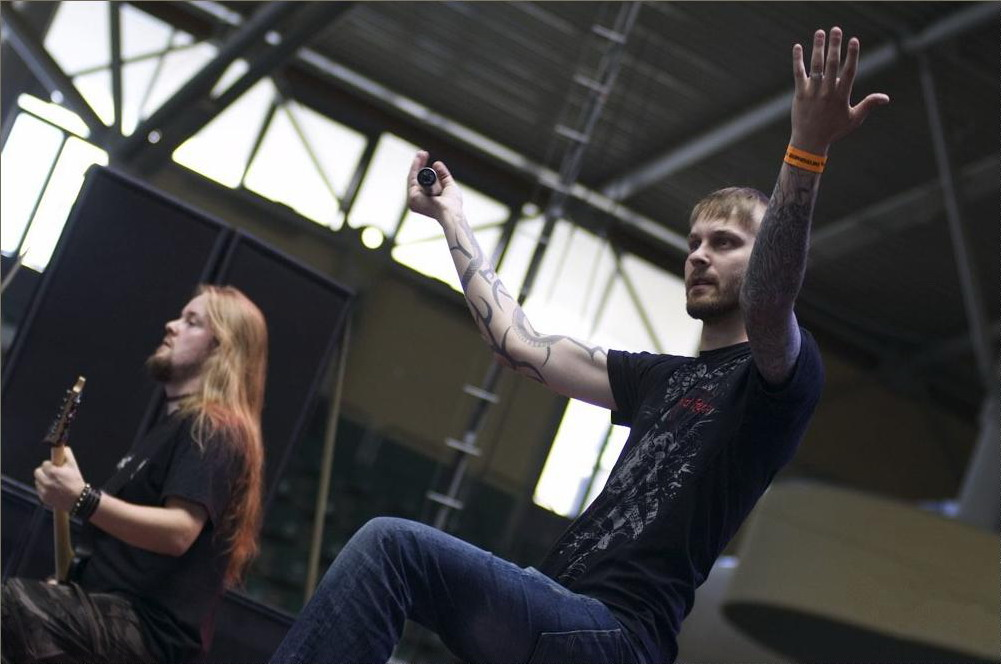
Mors Principium Est, en 2007.

Mors Principium Est (MPE) est formé en 1999 à Pori, en Finlande, sous l’impulsion de Jori Haukio (chant/guitare), Jarkko Kokko (guitare) et Toni Nummelin (claviers) ; Mikko Sipola (batterie) les rejoint peu après. En 2000, Jori décide d’arrêter de chanter pour se concentrer sur son jeu de guitare, Ville Viljanen devient alors le nouveau chanteur du groupe. La première démo est enregistrée avec cette formation, et donc sans ligne de basse. Listenable Records, label français, se montre intéressé, mais souhaite la présence d’un bassiste à temps complet. Teemu Heinola intègre alors la bande.
Deux autres démos voient le jour en 2001 et 2002, à la suite de quoi Listenable signe le groupe pour trois albums. Le premier opus, Inhumanity, est enregistré et mixé par Ahti Kortelainen aux studios Tico-Tico, puis masterisé au Finnvox ; il sort finalement au printemps 2003. Le deuxième opus, The Unborn, voit plusieurs changements par rapport au premier : Joona Kukkola occupe désormais le poste de claviériste, et l’apparition de voix féminines apporte un gros plus par rapport à son prédécesseur. Le troisième opus, Liberation = Termination, sort en 2007, après une période difficile de recherche de nouveau guitariste.
Après plusieurs années d'absence le quatrième opus, ...and Death Said Live sort le 14 décembre 2012 pour l’Europe et le 15 janvier 2013 pour le reste du monde sur le label AFM Records. À la suite du succès de ...and Death Said Live le groupe recrute un nouveau membre Kevin Verlay à la guitare, et se sépare donc d'Andhe Chandler. Le groupe est de retour en 2014 et sort son nouvel album intitulé Dawn of the 5th Era le 5 décembre 2014 via AFM Records. 
En décembre 2015, Kevin Verlay quitte le groupe, pour des raisons personnelles. Il ne sera pas remplacé dans l'immédiat. En 2016, le groupe annonce la sortie de son sixième album, Embers of a Dying World, le 25 janvier 2017 pour le Japon, et le 10 février 2017 pour les États-Unis et l'Europe, sous le label AFM Records. 
En 2020, le groupe sort son septième album, Seven,  le 21 Octobre 2020 au Japon sous le label Marquee / Avalon, et le 23 Octobre 2020 pour le reste du monde sous le label AFM Records
Peu après la sortie de cet album Andy Gillion est évincé du groupe, qui ne compte plus que Ville. 

## Style musical
Le style de Mors Principum Est est un death metal mélodique aux ambiances travaillées directement inspiré de Dark Tranquillity, In Flames et Soilwork.

## Membres

### Membres actuels
- Ville Viljane – chant (depuis 2000)
- Teemu Heinola – basse (depuis 2001)
- Mikko Sipola – batterie (depuis 2000)

### Anciens membres
- Jarkko Kokko – guitare (1999-2009)
- Kévin Verlay – guitare (2012-2015)
- Tomy Laisto – guitare (2007-2011)
- Karri Kuisma – guitare (2006-2008)
- Tom Gardiner – guitare (2008-2009)
- Kalle Aaltonen – guitare (2009-2011)
- Joona Kukkola – synthétiseur (2004-2007)
- Jori Haukio – chant, guitare (1999-2000), guitare (2000-2006)
- Toni Nummelin – synthétiseur (1999-2004)
- Joona Kukkola – synthétiseur (2004-2013)
- Andhe Chandler – guitare (2011-2012)
- Andy Gillion – guitare (2011-2021)

## Discographie

### Démos
- 2000 : Before Birth
- 2001 : Valley of Sacrifice
- 2002 : Third Arrival